# Солнечненский сельский совет
Солнечненский сельский совет (укр. Сонячненська сільська рада) входит в состав Ахтырского района Сумской области Украины.
Административный центр сельского совета находится в 
с. Солнечное.

## История
- 1984 год — дата образования Солнечненского поселкового совета.
- 1991 год — переименована в Солнечненский сельский совет [2].

## Населённые пункты совета
- с. Солнечное
- с. Мирное